# Sandkultur
Die Sandkultur ist eine experimentelle Methode zur Bestimmung der optimalen Nährstoffversorgung von Pflanzen sowie weiterer Faktoren des Pflanzenwachstums unter Laborbedingungen. Die Prinzipien sind analog der Hydrokultur, die Sandkultur ermöglicht jedoch eine Durchlüftung des Wurzelbereiches. Entwickelt wurde die Methode der Sandkultur von Hermann Hellriegel.
Versuchsdurchführung:
In ein Glasgefäß wird ein nährstofffreier, chemisch inerter und steriler Boden, meistens hochreiner feinkörniger Quarzsand aus Hohenbocka oder Dörentrup, eingefüllt.
Notfalls kann ungeeigneter Sand durch Auswaschen der Feinteile mit Wasser, Behandlung mit Salzsäure zur Entfernung von Kalk und Ausglühen aufbereitet werden.
Dieser Boden bildet ein indifferentes Wurzelbett, in das die Pflanzensamen ausgebracht werden.
Der Boden wir dann mit einer Nährstofflösung durchtränkt, die aus destilliertem Wasser und den zu untersuchenden chemischen Elementen des Nährstoffbedarfes in Ionenform zum Beispiel Kalium, Stickstoff, Phosphor, Eisen und Anderem besteht. Auf die Reinheit der verwendeten Stoffe muss besonders geachtet werden, wenn man die Wirkung von Spurenelementen untersuchen will. Bekannte Nährstofflösungen haben Eigennamen, zum Beispiel von Knop und v.d. Crone. Die Konzentration der Nährlösungen beträgt zirka 1–2 ‰.
Bedeutung:
Da in den üblichen Nährlösungen und dem Wurzelbett keinerlei Kohlenstoff enthalten ist, lässt sich so seine Aufnahme durch die Luft beweisen.
Bei Nährstoffversuchen wird die Art des Düngers und/oder dessen Konzentration variiert. Da die restlichen Faktoren wie Licht, Luftfeuchtigkeit und Wärme konstant bleiben, ist der Einfluss der Nährstofflösung unmittelbar am Pflanzenwachstum ablesbar. Mit dem Verfahren kann auch jeder Wachstumsfaktor einzeln oder in Kombination untersucht werden. Als Ergebnis kann man zum Beispiel das für die jeweilige Pflanze optimale Düngemittel festlegen oder Mangelerscheinungen identifizieren.
Einschränkungen:
Der Versuch spiegelt nicht die realen Wachstumsbedingungen einer Pflanzen wider, da die Beziehungen einer Pflanze zu seiner Umwelt, insbesondere die Wechselwirkung mit den Bodenlebewesen, sehr mannigfaltig sind.
Von der Sandkultur zu unterscheiden ist das Sanddeckverfahren, eine Methode der Melioration von Mooren.